# Hymerhabdia reichi
Hymerhabdia reichi är en svampdjursart som beskrevs av Tsurnamal 1969. Hymerhabdia reichi ingår i släktet Hymerhabdia och familjen Bubaridae. Inga underarter finns listade i Catalogue of Life.